# Georges Beuchat

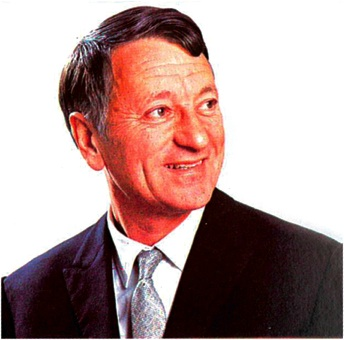
Georges Beuchat em 1980

Georges Beuchat (1910 em Suíça - 1992 em Marselha) é um inventor Francês, mergulhador e chefe de empresa pioneiro fundador emblemático da indústria sub aquática francesa com a sociedade Beuchat.
Ao longo de toda a sua vida e a partir de 1933, Georges Beuchat não cessou de conceber novos produtos que marcaram a história do mergulho e a caça, como a bóia de superfície em 1948, o 1 caixão foto em 1950, a combinação de mergulho em 1953, o Jetfins (1a palma à tubagem) em 1964.

## Historial das invenções
- 1947 : Arbalète Tarzan,
- 1948 : Bóia de superfície,
- 1950 : Caixão foto Tarzan,
- 1950 : Bainha mollet Tarzan,
- 1953 : 1 vestuário isothermique/combinação de mergulho,,
- 1958 : Compensator (máscara à vigia com vidraça inclinada para cima,
- 1960 : palmas à nervura Espadon,
- 1963 : vêtement Tarzan,
- 1964 : palmas Jetfins
- 1964 : détendeur Souplair
- 1975 : arbalète Marlin,
- 1978 : détendeur Atmos,

## Distinção
- Georges Beuchat recebeu, 1961, Oscar da exportação.